# Iris Nazmy
Iris Nazmy, död 2018, var en egyptisk författare, journalist och filmkritiker. Hon var ordförande för filmfestivalen i Alexandria.

## Biografi
Nazmy föddes i Kairo och tog examen vid universitetet i Kairo på Humanistiska fakulteten. När hon var student, handlade hennes första dialog, som skedde med dåvarande dekanus vid fakulteten, om den upplevda nedvärderingen av kvinnor som sitter i cafeterior eller kaféer. Denna dialog publicerades i tidningen Al Qahira.
I början av sin karriär arbetade hon på Sabah al-Khayr och tidningen Rose al-Yusuf. Hon har också arbetat vid Dar Akhbar El Yom på nyhetsavdelningen för olycksreportage.
Nazmy har medverkat vid flera festivaler, bland annat vid inrättandet av Cairo International Film Festival, Alexandria International Film Festival, och Aswan afrikanska staters filmfestival. Hon blev också den första egyptiska kvinnan att leda en filmfestival.
Nazmy vann pris vid den fjärde nationella egyptiska filmfestivalen. En bok om hennes liv, Iris Nazmi: brave heart, av Mona Thabet har publicerats av Kulturfonden i Egypten.